# Universidad CAECE

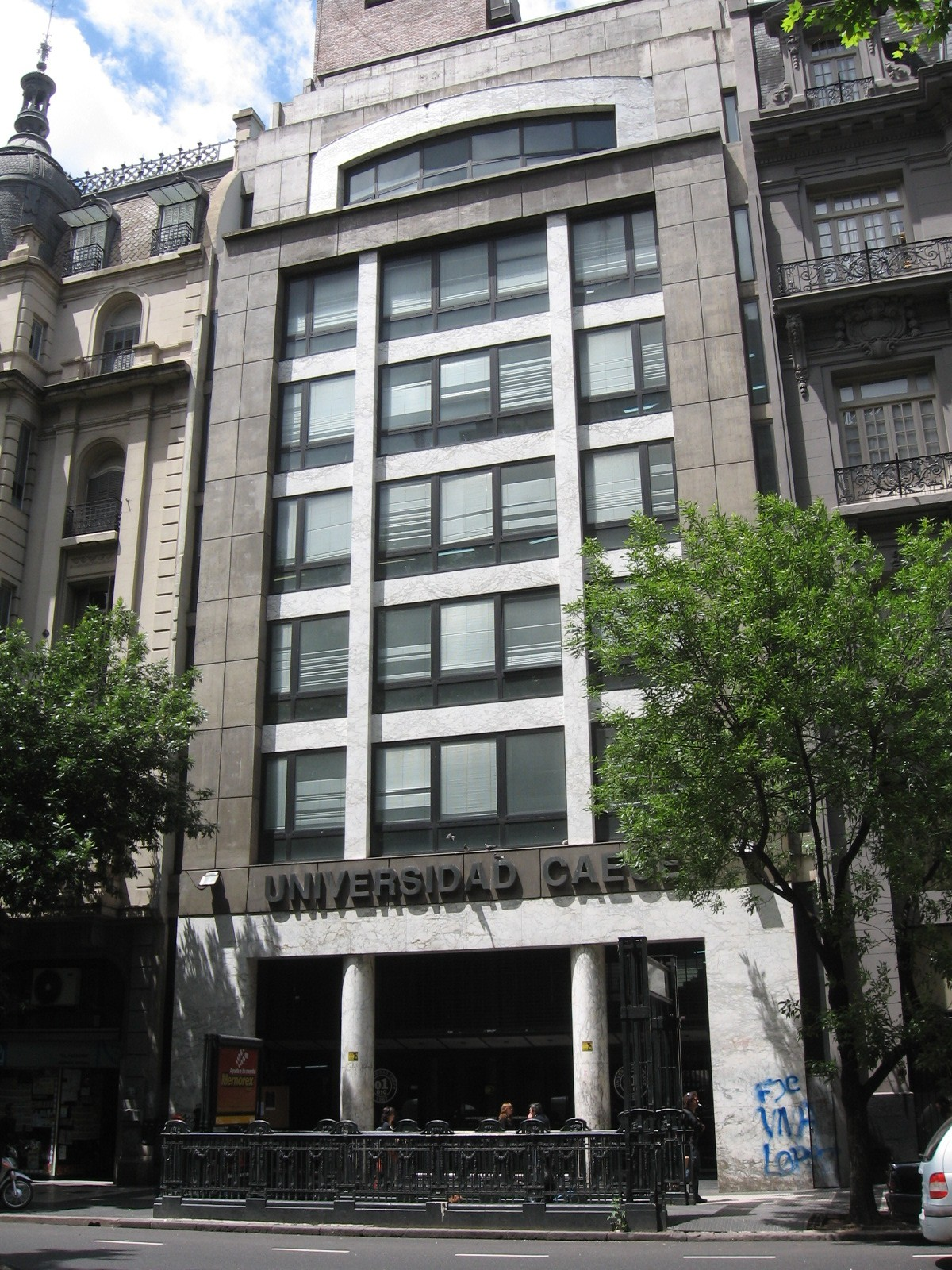
Sede Avenida de Mayo de la Universidad Caece

La Universidad CAECE es una universidad privada argentina fundada en 1967. Se encuentra ubicada en la Ciudad Autónoma de Buenos Aires y cuenta además desde el año 1996 con una subsede en la ciudad de Mar del Plata.

## Historia
La universidad fue fundada en el año 1967 originalmente como el Centro de Altos Estudios en Ciencias Exactas, siendo la primera institución privada de educación superior en ofrecer las carreras de licenciatura en matemática y licenciatura en sistemas. Su creación fue impulsada por los hermanos Carlos, Jorges y Horacio Bosch.
En 1977, la institución amplia su oferta académica agregando las carreras de licenciatura en biología y de licenciatura en psicopedagogía, además de diversos cursos de perfeccionamiento para profesores y seminarios extracurriculares.
En la década de los noventa se suman nuevas carreras como las de comunicación social, marketing, la licenciatura en administración de negocios y contador público. En 1996 y tras 18 años de tener su sede central en Avenida de Mayo 1400 paso a ocupar como sede central en un edificio ubicado en Avenida de Mayo 866.
En el 2015, se anuncia la futura construcción de una sede en el Distrito Tecnológico del barrio porteño de Parque Patricios, junto a otras universidades privadas como la USAL y el ITBA.

## Oferta educativa

### Sede Buenos Aires
- Licenciatura en Matemática
- Ciclo de Licenciatura en Matemática
- Licenciatura en Administración de Negocios
- Licenciatura en Administración de RRHH
- Licenciatura en Comercio Internacional - Ciclo de complementación Curricular
- Licenciatura en Higiene y Seguridad del Trabajo
- Tecnicatura en Higiene y Seguridad del Trabajo
- Licenciatura en Ciencias Biológicas
- Licenciatura en Gestión Ambiental
- Tecnicatura Universitaria en Gestión, Manejo y Conservación de la Biodiversidad
- Ingeniería en Sistemas
- Licenciatura en Sistemas
- Tecnicatura Universitaria en Programación En Línea
- Licenciatura en Nanotecnología
- Licenciatura en Ciencia de Datos
- Ciclo de Licenciatura en Educación
- Ciclo de Licenciatura en Enseñanza de la Biología
- Ciclo de Licenciatura en Enseñanza del Idioma Inglés
- Ciclo de Licenciatura en Enseñanza de Matemática
- Licenciatura en Psicología
- Licenciatura en Psicomotricidad
- Licenciatura en Psicopedagogía